# Seul… ou presque
Albums de Patrick Bruel
Des souvenirs... ensemble
(2007) Lequel de nous
(2012)
Seul... ou presque est le septième album live de Patrick Bruel sorti le 15 juin 2009 chez Columbia, enregistré au Casino de Paris, en avril 2009.

## Liste des titres
| No  | Titre                                | Durée |
| --- | ------------------------------------ | ----- |
| 1.  | Voulez-vous                          | 4:12  |
| 2.  | Qui a le droit                       | 4:36  |
| 3.  | Place des grands hommes              | 5:41  |
| 4.  | On t'attendait                       | 3:15  |
| 5.  | Combien de murs                      | 5:09  |
| 6.  | Alors regarde                        | 3:33  |
| 7.  | Lâche-toi                            | 5:23  |
| 8.  | L'appart                             | 4:18  |
| 9.  | Est-ce que tu danseras avec moi      | 4:09  |
| 10. | Au café des Délices                  | 4:48  |
| 11. | J'te l'dis quand même                | 4:04  |
| 12. | Demain                               | 3:56  |
| 13. | Casser la voix                       | 5:53  |
| 14. | Vienne (inédite, reprise de Barbara) | 4:00  |
| 15. | Où sont les rêves                    | 3:41  |
| 16. | Vous                                 | 4:39  |